# Оотэаи
Оотэаи (другая транскрипция — Отэай) — турнир, проводившийся среди японских профессионалов игры го. Длительный форовый турнир, на основании выступления в котором игроки представлялись к повышению ранга (дана). Отменён в 2003 году.

## История
Турнир Оотэаи впервые был проведён Нихон Киин с 6 апреля по 25 мая 1927 года. До 1960 года поддержку турниру оказывала газета «Асахи», но после неудачи в переговорах о спонсировании турнира Мэйдзин она перестала это делать, и турнир остался без спонсоров. После этого турнир продолжал существовать ещё более 40 лет, поскольку был единственным средством повышения профессионалов в ранге.
Турнир Оотэаи примечателен тем, что он являлся, в отличие от большинства профессиональных го-турниров, форовым — в нём играли без коми, но с гандикапом, зависящим от разницы в ранге игроков. Система гандикапа и порядок начисления очков Оотэаи рассчитаны из соотношения «разница в 1 дан ≈ 1/3 камня форы».
В 2003 году Нихон Киин приняла решение об отмене турнира. Основной причиной стало то, что многие сильные игроки, ещё не достигшие 9 дана, игнорировали Оотеаи из-за слишком малых размеров гонорара, вызванных, в свою очередь, отсутствием спонсора. После отмены Оотэаи в Японии была принята система продвижения в ранге, основанная на выигрыше определённых титулов, получении наибольшего размера призовых в течение года и на количестве выигранных официальных партий.

## Правила
- Турнир проводится в двух лигах: в первой выступают игроки 6 дана и выше, во второй — до 5 дана включительно.
- Игра проводится с форой, определяемой разницей рангов:
  1. Игроки одного ранга играют поочерёдно чёрными и белыми.
  2. При разнице в один дан из каждых трёх партий слабейший игрок две играет чёрными, одну — белыми
  3. При разнице в два дана слабейший всегда играет чёрными.
  4. При разнице в три дана слабейший играет чёрными, получая два камня форы.
- В каждой партии разыгрывается 120 очков, которые делятся между игроками в зависимости от результата, цвета, которым играл каждый из игроков, и разницы в рангах.
- Для повышения в ранге на один дан игрок должен в серии из заданного числа партий получить определённое среднее количество очков за партию. Длина серии и требуемое количество очков зависят от исходного ранга — чем выше ранг игрока, тем более длинной должна быть серия.

## Начисление очков
В таблице приведено количество начисляемых очков для различных вариантов партий Оотеаи. Поскольку камни форы невозможно делить на доли, точно соответствующие разнице в рангах игроков, неточность форы компенсируется различным количеством очков, присуждаемых игрокам.
| Цвет слабейшего           | Разница в данах | Игрок               | Выигрыш | Ничья | Проигрыш |
| ------------------------- | --------------- | ------------------- | ------- | ----- | -------- |
| Поочерёдно чёрный и белый | 0               | Играющий чёрными    | 75      | 45    | 15       |
|                           |                 | Играющий белыми     | 105     | 75    | 45       |
| Чёрный-Чёрный-Белый       | 1               | Слабейший, чёрными  | 80      | 50    | 20       |
|                           |                 | Слабейший, белыми   | 110     | 80    | 50       |
|                           |                 | Сильнейший, чёрными | 70      | 40    | 10       |
|                           |                 | Сильнейший, белыми  | 100     | 70    | 40       |
| Чёрный                    | 2               |                     | 90      | 60    | 30       |
| Чёрный, 2 камня форы      | 3               | Слабейший, чёрными  | 100     | 70    | 40       |
|                           |                 | Сильнейший, белыми  | 80      | 50    | 20       |

В источнике для разницы в 2 дана в столбце «Игрок» указано «Сильнейший, белыми». По всей видимости, это ошибка, и очки относятся к обоим игрокам, так как очков для играющего чёрными не приведено. 

## Продвижение в ранге
В таблице приведена длина серии для трёх значений минимального количества очков, набранных в среднем за партию. Чтобы получить повышение в ранге, игрок должен был провести серию указанной длины со средним количеством очков не ниже заданного.
| Дан   | 75 очков | 70 очков | 67,5 очков |
| ----- | -------- | -------- | ---------- |
| 1 дан | 8        | 12       | 16         |
| 2 дан | 10       | 14       | 18         |
| 3 дан | 12       | 16       | 20         |
| 4 дан | 14       | 18       | 22         |
| 5 дан | 16       | 20       | 24         |
| 6 дан | 18       | 22       | 26         |
| 7 дан | 20       | 24       | 28         |
| 8 дан | 20       | 26       | 30         |

Игрок мог представить для повышения любую подходящую серию из указанного количества партий, сыгранных подряд в турнире Оотэаи в пределах последних двух лет. Поскольку в среднем в Оотэаи один игрок играл не более двух партий в месяц, для высоких данов становилось важно не только заработать нужное количество очков, но и успеть вовремя подать заявку на повышение, так как даже одна неудачная партия, сыгранная после подходящей серии, могла понизить средние результаты и сделать получение следующего дана невозможным.

## После отмены турнира
После того, как в 2003 году Нихон Киин приняла решение об отмене турнира Оотэаи, были введены новые правила присвоения профессиональных рангов:
1. За победу в турнирах за любой из титулов кисэй, мэйдзин, хонъимбо, а также за победу в международном профессиональном турнире игрок получает 9 дан.
2. За победу в турнирах за любой из титулов дзюдан, тэнгэн, одза, госэй игрок получает 8 дан, а если ему удаётся удержать взятый титул в следующем розыгрыше, ему присваивается 9 дан.
3. За общее число официальных побед. Для каждого дана определено количество побед, после которого игрок продвигается в следующий дан. Для продвижения с 1 дана во 2 дан необходимо одержать 30 побед, из 4 в 5 дан — 70 побед, из 8 в 9 дан — 200 побед.
4. За наибольшую сумму призовых. Игрок, получивший за год наибольшую сумму призовых среди всех игроков своего дана, получает следующий дан. Из игроков 1 дана ко 2 дану представляется двое лучших по этому показателю игроков.